# Hermodor de Salamina
Hermodor de Salamina va ser un antic arquitecte grec de Salamina (Xipre) actiu en la Roma antiga entre 146 aC i 102 aC, on la seva obra inclou el Temple de Júpiter Stator i el Temple de Mart. També inspirà Vitruvi i dirigí la construcció de Navalia, port fluvial de Roma.